# 2008年夏季殘疾人奧林匹克運動會伊拉克代表團
2008年夏季殘疾人奧林匹克運動會伊拉克代表團於2008年9月6日至17日參加在中國北京舉行的第13屆殘疾人奧運會。
伊拉克在本屆殘奧會將派出運動員出戰輪椅劍擊、举重等項目。

## 獎牌榜
| 奖牌 | 运动员        | 项目 | 赛事           |
| ---- | ------------- | ---- | -------------- |
| 銀牌 | 拉苏尔·穆赫辛 | 举重 | 男子56公斤级   |
| 銅牌 | 特尔·阿里     | 举重 | 男子82.5公斤级 |

## 參賽項目
輪椅劍擊、举重